# Noyelles-en-Chaussée
Noyelles-en-Chaussée – miejscowość i gmina we Francji, w regionie Hauts-de-France, w departamencie Somma.
Według danych na rok 2011 gminę zamieszkiwało 258 osób, a gęstość zaludnienia wynosiła 25 osób/km² (wśród 2293 gmin Pikardii Noyelles-en-Chaussée plasuje się na 731. miejscu pod względem liczby ludności, natomiast pod względem powierzchni na miejscu 432.).